# POLICEチャンネル
POLICEチャンネル（ポリスチャンネル）は特定非営利活動法人（NPO法人）および同名のインターネットテレビチャンネル。
警察幹部OBらによって設立された。日本でも珍しい治安専用チャンネルとなっている。
2015年12月31日に、法人解散。

## 概要
「良好な治安の確保に寄与すること」を目的に、各種の映像コンテンツをネットやテレビを通して国民に提供する活動を行っている。防犯意識の向上、規範意識の高揚、交通事故の防止、青少年の非行防止、未解決事件の捜査に資する情報提供などの動画をインターネットで配信している。また、インターネットで動画配信から開始し、将来的には専用テレビチャンネル設立を目指していることが公表された。現時点ではビデオ・オン・デマンドが主体で行政および民間に防犯に役立つ動画の提供を呼び掛けており、著作権問題が解決していない動画であっても、関係者の承諾等を当団体で行うとしている。警察関係団体からの動画投稿が多いものの、2013年には高校生が作る防犯動画が掲載された。

## 沿革
- 2004年8月9日、設立発起人会
- 2004年9月21日、設立総会開催　山田英雄が代表就任
- 2005年1月18日、東京都知事より特定非営利活動法人の設立認証取得
- 2005年1月27日、法務局に登記完了、特定非営利活動法人POLICEチャンネル成立
- 2005年2月1日、ホームページ開設・発信開始
- 2006年4月末、携帯向け無料動画配信サイト「ムービーフル」に携帯サイト「ポリスチャンネル」コーナー開設
- 2006年12月11日、「社会を明るくする運動」に対する貢献により法務大臣から感謝状
- 2015年12月31日、解散。清算法人へ移行。

## 役員
平成27年1月時点での役員。警察OBによって設立されているため、警察出身者が多い。
| 役職名   | 名前       | 肩書き                                       | 備考                       |
| -------- | ---------- | -------------------------------------------- | -------------------------- |
| 理事長   | 山田 英雄  | 一般財団法人JP生きがい振興財団理事長         | 元警察庁長官               |
| 副理事長 | 原 邦夫    |                                              |                            |
| 理 事    | 野上 久國  | 富士通株式会社次世代公共営業本部顧問         | 元警察庁長官官房技術審議官 |
| 理 事    | 五十嵐忠行 | 株式会社日立製作所顧問                       | 元警察庁刑事局長           |
| 理 事    | 津和 孝亮  |                                              | 元中部管区警察局長         |
| 理 事    | 大野 宏    | 株式会社セキュリティ工学研究所代表取締役社長 | 元警察情報通信学校長       |
| 理 事    | 植木 順    | 株式会社エム・シー・シー代表取締役社長       | 民間出身（スカパー）       |
| 理 事    | 村上 德光  | 警察職員生活協同組合監事                     | 元警察大学校長             |
| 理 事    | 上高家耕一 | 公益財団法人日本交通管理技術協会専務理事     | 元警察情報通信学校長       |
| 理 事    | 石川 正    | 公益財団法人交通事故総合分析センター理事長   | 元九州管区警察局長         |
| 理 事    | 太田 利邦  |                                              | 元近畿管区警察局長         |

## 会員構成
2008年5月1日現在
- 団体正会員：22
- 団体賛助会員：47
- 特別会員：1
- 個人正会員：83
- 個人賛助会員：18

## ホームページの構成
- 「日刊警察ニュース」
- 「ビデオライブラリー」には各ジャンルごとにまとめられた動画コンテンツがある。
- 「あなたの街の安全安心ニュース」は地方ごとの情報のために外部リンクがまとめられている。
- 「指名手配情報/こちら捜査本部」では手配写真に加えてそれぞれの捜査特別報奨金や謝礼金を示している。
- 「行方不明者/この人を捜して」のコーナーでは行方不明者の家族を支援する情報を公開している。
- 「みんなの広場」のコーナー内では一般からの特定情報募集、また「ポリスチャンネルとは」のコーナー内では動画コンテンツ自体を募集している。
- 事務局ニュースを発行しており、「ポリスチャンネルとは」のコーナーで見ることができる。（会員にはウェブ掲載前に配信される。）
- 他に「お問い合わせ」「リンク集」のコーナーがある。